# 小兔形袋狸
小兔形袋狸（Macrotis leucura），又名小兔耳袋狸，是像兔的袋狸。牠們的大小如幼兔，生活在澳洲中部的沙漠。自1950年代起，相信牠們已經滅絕。
小兔形袋狸最先於1887年發現。牠們是雜食性的，主要吃白蟻、蟻及根。牠們呈灰褐色，下身呈淺灰色，尾巴白色。牠們比兔耳袋狸細小很多，只有300-450克重。牠們分佈在澳洲中部的吉布生沙漠及大沙沙漠。牠們因被獵殺、被赤狐所掠食及與兔爭奪食物下而滅絕。
小兔形袋狸會在砂堆中挖坑築巢，深約2-3米，日間會以沙來遮蔽入口。牠們夜間活動，每季繁殖，每胎產兩隻袋狸。最後發現存活的小兔形袋狸是於1932年。最後捕獲的標本是於1967年在楔尾鷹的巢中找到的頭顱骨，估計牠死時約有15歲。

## 外部連結
- 小兔形袋狸 （页面存档备份，存于）